# Johann Heinrich von Spilcker
Johann Heinrich Spilcker, ab 1729 von Spilcker, (* 24. März 1675 in Hannover; † 20. Juni 1746 in Stade) war ein deutscher Jurist, der aufgrund seiner Verdienste in den Reichsadelsstand erhoben wurde.

## Leben
Spilker wurde 1675 als Sohn des Hof- und Konsistorialrats Burchard Spilcker und dessen Ehefrau Dorothea Magdalena geborene Bünting geboren. Nach dem Schulunterricht in Hannober besuchte er drei Jahre die Universität Helmstedt, um Rechtswissenschaften zu studieren. Die letzten zwei Jahre setzte er sein Studium an der Universität Jena fort. Ab 1700 unternahm er längere Bildungsreisen ins Ausland. 1706 erfolgte seine Bestallung als Oberrat durch Eberhard Ludwig von Württemberg. Bereits nach zwei Jahren schied er aus dessen Dienst aus. Später stellte er sich in den Dienst des Kurfürsten von Braunschweig. Als dieser 1713 einen Anspruch auf die sequestierte Grafschaft Mansfeld erhielt, setzte der Kurfürst ihn zu seinem Rat beim Oberaufseheramt in Eisleben ein. Er verdrängte dort den bisherigen, seit 1694 dort tätigen Substitut Gottfried Stiegleder aus dessen Amt. Dessen zuerkanntes Jahresgehalt von 300 Talern war ihm zu niedrig, so dass Spilcker nur kurz in Eisleben verblieb und sich nach einem anderen Dienstposten umsah. Er fand ihn 1715 als Justizrat und Hofgerichtsassessor am Hofgericht Stade. 1716 wurde er dort zusätzlich Konsistorialrat. In diesen Funktionen erreichte er am 8. November 1729 die Erhebung in den rittermäßigen Adelsstand durch Kaiser Karl VI. 1736 wurde Johann Heinrich von Spilcker Vizedirektor des Hofgerichts Stade. Zehn Jahre später starb er dort.

## Familie
Er war verheiratet mit Sophia Eleonora Gackenholz. Aus der Ehe gingen die Kinder Heinrich Eberhard († 1754), Charlotte Louise († 8. September 1776), Georg Arnold (1722–1794) und Ludwig Johann Moritz († 27. März 1762) hervor. Der Topograf, Historiker und Autor Burchard Christian von Spilcker (1770–1838) ist sein Enkel.